# Брутен (Минесота)
Брутен (енгл. Brooten) град је у америчкој савезној држави Минесота.

## Демографија
По попису из 2010. године број становника је 743, што је 94 (14,5%) становника више него 2000. године.
| Група             | 2000.       | 2010.       |
| Белци             | 627 (96,6%) | 716 (96,4%) |
| Афроамериканци    | 0 (0,0%)    | 2 (0,3%)    |
| Азијати           | 0 (0,0%)    | 1 (0,1%)    |
| Хиспаноамериканци | 19 (2,9%)   | 19 (2,6%)   |
| Укупно            | 649         | 743         |